# American Surgical Association
Die American Surgical Association (ASA) ist eine US-amerikanische medizinische wissenschaftliche Fachgesellschaft auf dem Gebiet der Chirurgie. Die Organisation wurde 1880 gegründet. Der Sitz der ASA ist Beverly, Massachusetts. Sie bezeichnet sich selbst als älteste und renommierteste chirurgische Organisation der USA.
Zweck der ASA ist – wie bei anderen medizinischen wissenschaftlichen Fachgesellschaften – die Förderung von Forschung, Lehre und Patientenversorgung auf ihrem Gebiet. Dies wird insbesondere mit der Durchführung einer wissenschaftlichen Jahrestagung erfüllt. 2018 wurde die 138. Jahrestagung der ASA durchgeführt.
Gründer und erster Präsident der ASA von 1880 bis 1883 war Samuel David Gross. Ihr gegenwärtiger Präsident (2024/2025) ist Ronald J. Weigel.[veraltet]
Um als „aktives Mitglied“ der ASA per Kooptation gewählt werden zu können, muss man gemäß den Statuten mindestens 30 Jahre alt sein, seit mindestens fünf Jahren sein Medizinstudium abgeschlossen haben und sich als tätiger Arzt, als Autor, als Lehrer oder Forscher einen Namen gemacht haben. In der Regel sind die neu gewählten Mitglieder Inhaber einer ordentlichen Professur. Die Zahl der aktiven Mitglieder ist (Stand 2015) auf 460 beschränkt. Mit Erreichen des 60. Lebensjahres werden die aktiven Mitglieder zu „Senior-Mitgliedern“ (Senior Membership) und machen ihren Platz für jüngere Mitglieder frei, behalten aber ihr Stimmrecht für die Kooptation. Die Zahl der Senior-Mitglieder ist nicht beschränkt. Aktive Mitglieder verlieren ihren Status, wenn sie drei Jahrestreffen der Gesellschaft unentschuldigt versäumen. Neben den aktiven Mitgliedern und den Senior-Mitgliedern gibt es noch eine Ehrenmitgliedschaft für besonders verdiente Chirurgen. Die Zahl der Ehrenmitglieder ist auf 50 beschränkt.
Gemeinsam mit der European Surgical Association gibt die ASA die Annals of Surgery als wissenschaftliche Fachzeitschrift heraus. Die Annals of Surgery erscheinen seit 1885. Ihr Impact Factor lag im Jahr 2013 bei 7,188. Nach der Statistik des ISI Web of Knowledge liegt sie damit in der Kategorie Chirurgie an erster Stelle von 202 Zeitschriften.
Die ASA vergibt mehrere wissenschaftliche Preise. Ihre höchste Auszeichnung ist die ASA Medallion for Scientific Achievement, die seit 1970 vergeben wird. Zu den bekanntesten Preisträgern gehören mit Robert Edward Gross, Owen H. Wangensteen, Francis D. Moore, Michael E. DeBakey, Thomas E. Starzl, Norman E. Shumway, M. Judah Folkman, Basil A. Pruitt, Bernard Fisher, John W. Kirklin, Samuel A. Wells, Steven A. Rosenberg und Denton A. Cooley zahlreiche Pioniere der Chirurgie (und verwandter Gebiete) und mit Joseph E. Murray ein Nobelpreisträger für Medizin.